# Coupe du monde féminine de cyclisme sur route 2012
Navigation
Édition précédente Édition suivante
La Coupe du monde de cyclisme sur route féminine 2012 est la 15e édition de la Coupe du monde de cyclisme sur route féminine. Les compétitions inscrites au calendrier sont identiques à l'édition précédente. Seul changement, le Tour de Drenthe inaugure dorénavant la compétition à la place du Trofeo Alfredo Binda-Comune di Cittiglio.
La tenante du titre est la Néerlandaise Annemiek van Vleuten. L'édition est remportée par Marianne Vos.

## Courses
| Date      | # | Course                                   | Pays     | Vainqueur             | Deuxième          | Troisième            | Leader du général |
| --------- | - | ---------------------------------------- | -------- | --------------------- | ----------------- | -------------------- | ----------------- |
| 10 mars   | 1 | Tour de Drenthe                          | Pays-Bas | Marianne Vos (RBW)    | Kirsten Wild      | Emma Johansson       | Marianne Vos      |
| 25 mars   | 2 | Trofeo Alfredo Binda-Comune di Cittiglio | Italie   | Marianne Vos (RBW)    | Tatiana Guderzo   | Trixi Worrack        | Marianne Vos      |
| 1er avril | 3 | Tour des Flandres                        | Belgique | Judith Arndt (GEW)    | Kristin Armstrong | Joëlle Numainville   | Marianne Vos      |
| 18 avril  | 4 | Flèche wallonne                          | Belgique | Evelyn Stevens (SLU)  | Marianne Vos      | Linda Villumsen      | Marianne Vos      |
| 13 mai    | 5 | Tour de l'île de Chongming               | Chine    | Shelley Olds (LNL)    | Melissa Hoskins   | Monia Baccaille      | Marianne Vos      |
| 17 août   | 6 | Open de Suède Vårgårda TTT               | Suède    | Specialized-Lululemon | Orica-AIS         | Stichting Rabo Women | Marianne Vos      |
| 19 août   | 7 | Open de Suède Vårgårda                   | Suède    | Iris Slappendel (RBW) | Hanka Kupfernagel | Marianne Vos         | Marianne Vos      |
| 25 août   | 8 | GP de Plouay-Bretagne                    | France   | Marianne Vos (RBW)    | Tiffany Cromwell  | Elisa Longo Borghini | Marianne Vos      |

## Classements finals

### Classement individuel
| #  | Cycliste         | Équipe                      | 1  | 2  | 3  | 4  | 5  | 6  | 7  | 8  | Total |
| -- | ---------------- | --------------------------- | -- | -- | -- | -- | -- | -- | -- | -- | ----- |
| 1  | Marianne Vos     | Stichting Rabo Women        | 75 | 75 | -  | 50 | -  | 25 | 35 | 75 | 335   |
| 2  | Judith Arndt     | Orica-AIS                   | 10 | 30 | 75 | 24 | 0  | 30 | 7  | 11 | 187   |
| 3  | Evelyn Stevens   | Specialized-Lululemon       | -  | 0  | 0  | 75 | -  | 35 | 15 | 27 | 152   |
| 4  | Trixi Worrack    | Specialized-Lululemon       | 27 | 35 | 0  | 0  | -  | 35 | 27 | 18 | 142   |
| 5  | Shelley Olds     | AA Drink-Leontien.nl        | -  | 0  | 0  | -  | 75 | 20 | 30 | 0  | 125   |
| 6  | Emma Johansson   | Hitec Products-Mistral Home | 35 | 27 | 9  | 15 | -  | -  | 24 | 0  | 110   |
| 7  | Iris Slappendel  | Stichting Rabo Women        | 0  | -  | -  | -  | -  | 25 | 75 | 9  | 109   |
| 8  | Kirsten Wild     | AA Drink-Leontien.nl        | 50 | -  | 30 | -  | -  | 20 | 8  | -  | 108   |
| 9  | Tiffany Cromwell | Orica-AIS                   | 7  | 2  | 6  | 4  | -  | -  | 21 | 50 | 89    |
| 10 | Linda Villumsen  | Orica-AIS                   | -  | -  | -  | 35 | -  | 30 | 11 | -  | 76    |

### Classement par équipes
| #  | Équipe                      | Code | 1  | 2   | 3   | 4   | 5   | 6   | 7   | 8  | Total |
| -- | --------------------------- | ---- | -- | --- | --- | --- | --- | --- | --- | -- | ----- |
| 1  | Stichting Rabo Women        | RBW  | 86 | 104 | 13  | 68  | 31  | 100 | 116 | 88 | 606   |
| 2  | Orica-AIS                   | GEW  | 32 | 36  | 102 | 62  | 50  | 120 | 39  | 61 | 502   |
| 3  | Specialized-Lululemon       | SLU  | 30 | 35  | 24  | 100 | 54  | 140 | 42  | 45 | 470   |
| 4  | AA Drink-Leontien.nl        | LNL  | 56 | 18  | 30  | 31  | 108 | 80  | 56  | 8  | 387   |
| 5  | Hitec Products-Mistral Home | HPU  | 36 | 30  | 9   | 15  | 3   | 48  | 27  | 35 | 203   |
| 6  | RusVelo                     | RVL  | 8  | 0   | 5   | 4   | 5   | 64  | 55  | -  | 141   |
| 7  | Skil-Argos                  | SKI  | 30 | -   | 27  | 0   | -   | 56  | 10  | 0  | 123   |
| 8  | MCipollini-Giambenini       | MCG  | 18 | 50  | 0   | 0   | 35  | -   | -   | 18 | 121   |
| 9  | Dolmans-Boels               | DOL  | 21 | 6   | 0   | 0   | -   | 60  | 9   | 0  | 96    |
| 10 | Faren-Honda                 | FHT  | 0  | 7   | -   | 0   | 27  | -   | 6   | 45 | 85    |